# Granularia eurotioides
Granularia eurotioides är en svampart som beskrevs av Sacc. & Ellis ex Sacc. 1882. Granularia eurotioides ingår i släktet Granularia, divisionen sporsäcksvampar och riket svampar.   Inga underarter finns listade i Catalogue of Life.